# Milis
Milis ist eine italienische Gemeinde (comune) mit 1395 Einwohnern (Stand 31. Dezember 2023) in der Provinz Oristano auf Sardinien. Die Gemeinde liegt etwa 16 Kilometer nordnordöstlich von Oristano. 

## Verkehr
Der Bahnhof Bauladu-Milis liegt an der Bahnstrecke Cagliari–Golfo Aranci Marittima, allerdings auf dem Gebiet der Nachbargemeinde Bauladu. Er wird nur noch außerplanmäßig vom Personenverkehr bedient.

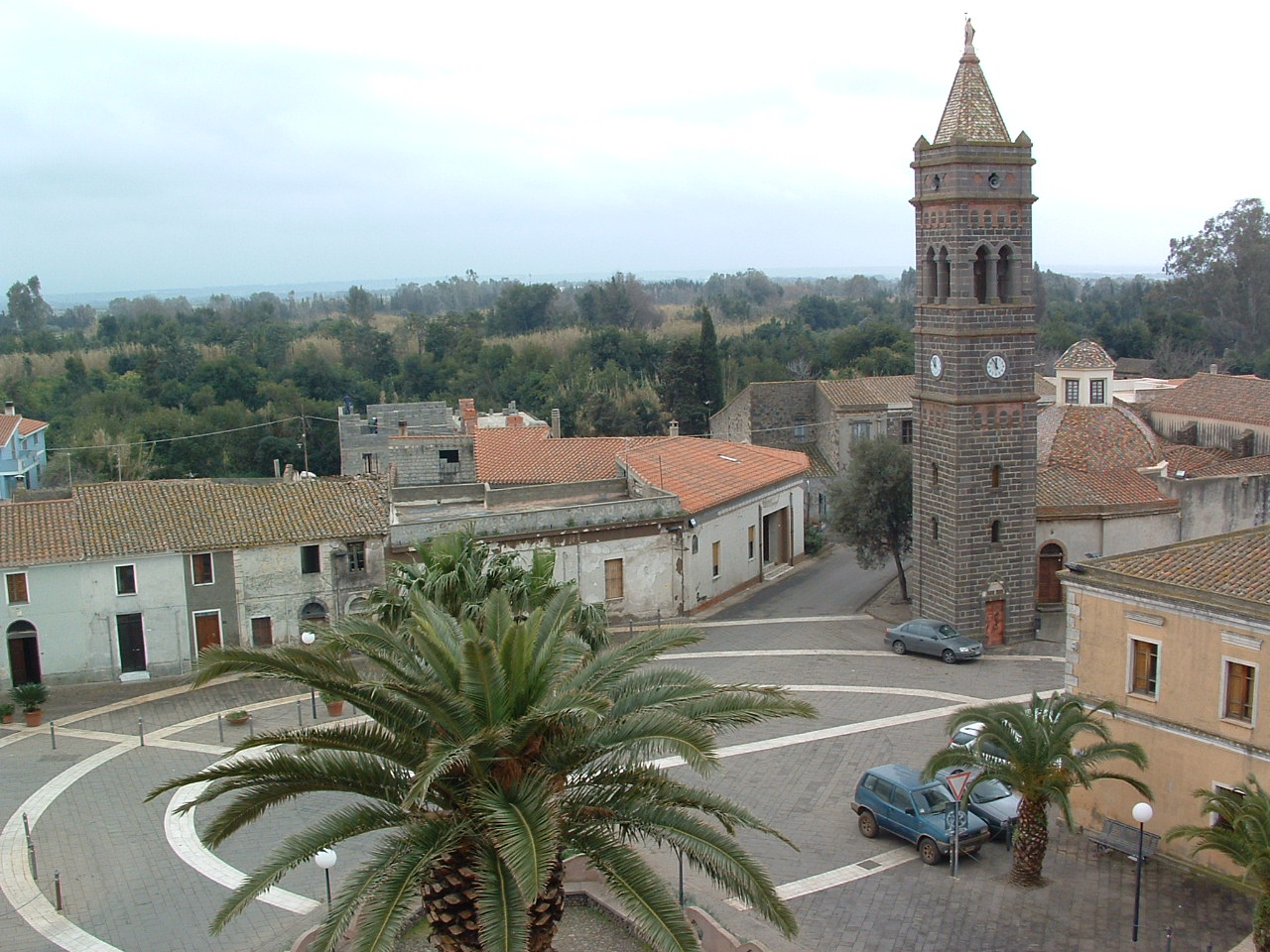
Platz der Märtyrer

Im Zweiten Weltkrieg lag bei Milis ein Militärflugplatz (⊙), der 1943 von alliierten Bombern weitgehend zerstört wurde. Die hierbei gefallenen italienischen und deutschen Soldaten ruhen in einer kleinen Ehrenanlage auf dem Gemeindefriedhof.